# 波旁 (密蘇里州布恩縣)
波旁，又名波旁頓（Bourbonton），是位於美國密蘇里州布恩縣的非建制地區。

## 歷史
波旁的郵局於1849年設立，其後於1857年停運。

## 地理
波旁所處的海拔為高於海平面262米（即860英呎），而該地所採用的時區為UTC-6，即北美中部時區（CST）。同時該地設有夏令時間，為UTC-6調快一小時，即UTC-5（CDT）。